# Новаківська Ганна Максимівна
Новаківська Ганна Максимівна (1946) — українська архітекторка, реставраторка. Головна архітекторка проєктів Інституту «Укрзахідпроектреставрація». Член Національної спілки архітекторів України. Член-кореспондент ICOMOS. 1999 року отримала звання Заслуженого архітектора України.
Роботи:
- Реставрація міського арсеналу у Львові. Реконструкція Шевської вежі з елементами оборонної стіни (1981, спільно з Андрієм Новаківським).[3]
- Реставрація дворового флігеля аптеки-музею на вулиці Друкарській, 2 у Львові (1985, спільно з Андрієм Новаківським).[4]
- Проєкт реставрації королівських зал палацу Корнякта у Львові (1991—1993).[5]
- Ескізний проєкт реставрації і пристосування під офісні приміщення пам'яток на площі Ринок 19 і 20 у Львові (1993, співавтор І. Максимюк).[6]
- Проєкт реконструкції колишньої міської стрільниці на вулиці Лисенка, 23а у Львові (2000-ні, співавтори Петро Підсаднюк (ГАП), Богдан Гринько, Олександра Кулинська, Світлана Лойчук, Орися Уніят, конструктори Антоніна Гевак, Ольга Савчак, Ірина Солтис).[7]
- Головний архітектор при проєктуванні реставрації фасадів будинків на площі Ринок № 3—10, 11—22, 23, 24—26, 28—32, 33—45 у Львові (2000-ні, співавтори Б. Гринько, О. Данилко, Н. Сердюк, О. Уніят). Реставрацію здійснено, але з відхиленнями від проєктів з ініціативи виконавців.[7]
- Проєкт реконструкції і пристосування під навчальний корпус університету палацу Бесядецьких на площі Галицькій, 10 у Львові. 2003—2006 роки, не реалізований. Співавтори Світлана Храпаль (ГАП), Зеновій Лагуш, Семен Цимбалюк, Ірина Сімонян, конструктор Євген Стонжка.[7]
- Проєкт упорядкування території Національного музею на вулиці Драгоманова, 42 у Львові (2000-ні, співавтори О. Бабич, Світлана Лойчук, конструктори Ольга Савчак, Олександр Черниш).[8]
- Проєкт реставрації будинку № 10 на вулиці Руській у Львові і авторський нагляд (бл. 2012).[9]
- Проєкт Державного історико-архітектурного заповідника у Львові.[1]
- Проєкти реставрації Бернардинського та Стрітенського монастирів у Львові.[1]
- Проєкт реставрації палацу Потоцьких у Шептицькому і замку в Золочеві.[1]